# رستگاری (فیلم ۲۰۰۸)
رستگاری (انگلیسی: Salvation) یک فیلم است که در سال ۲۰۰۸ منتشر شد.